# Bahnhof Bond Street

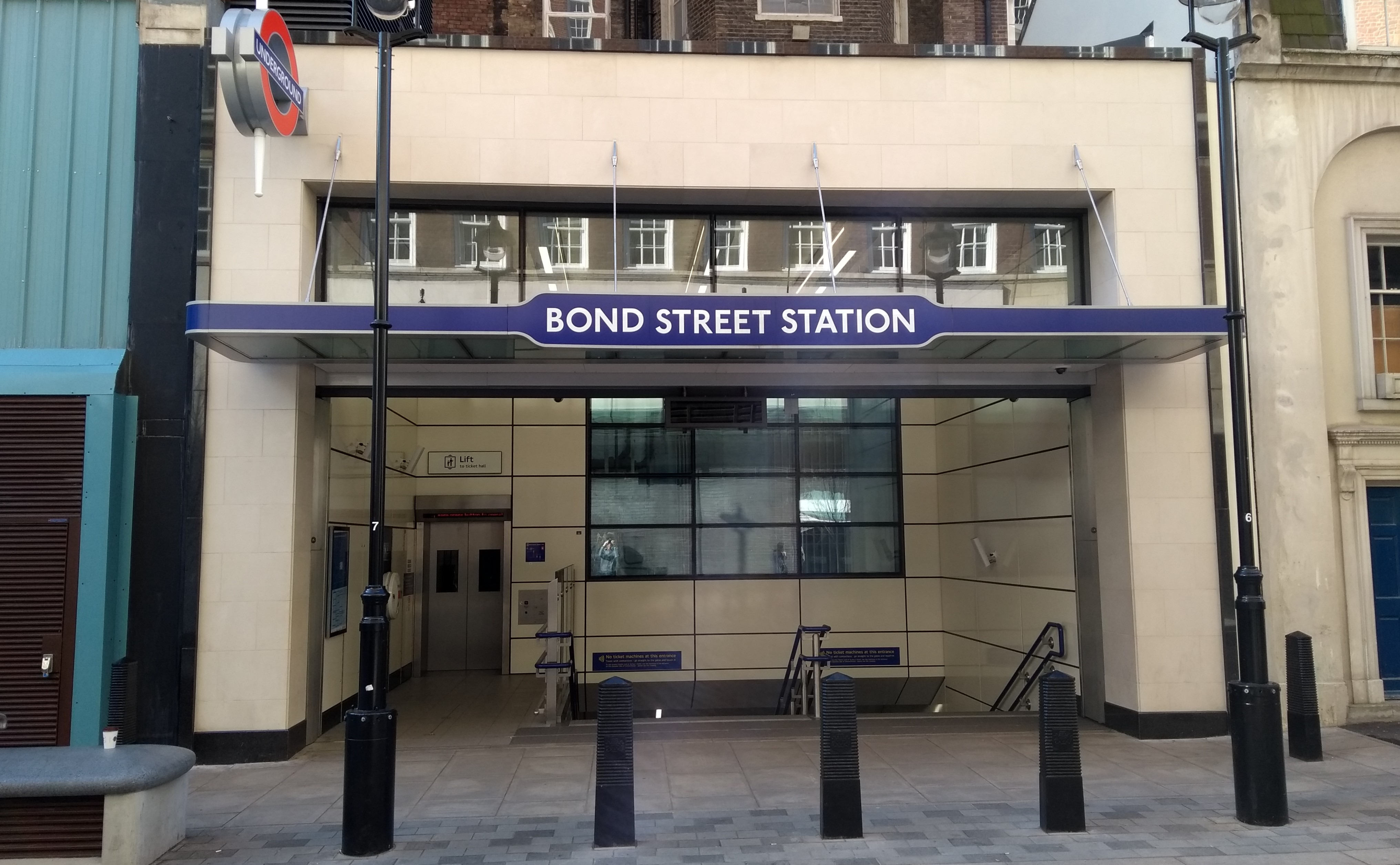
Östlicher Eingang an der Marylebone Lane

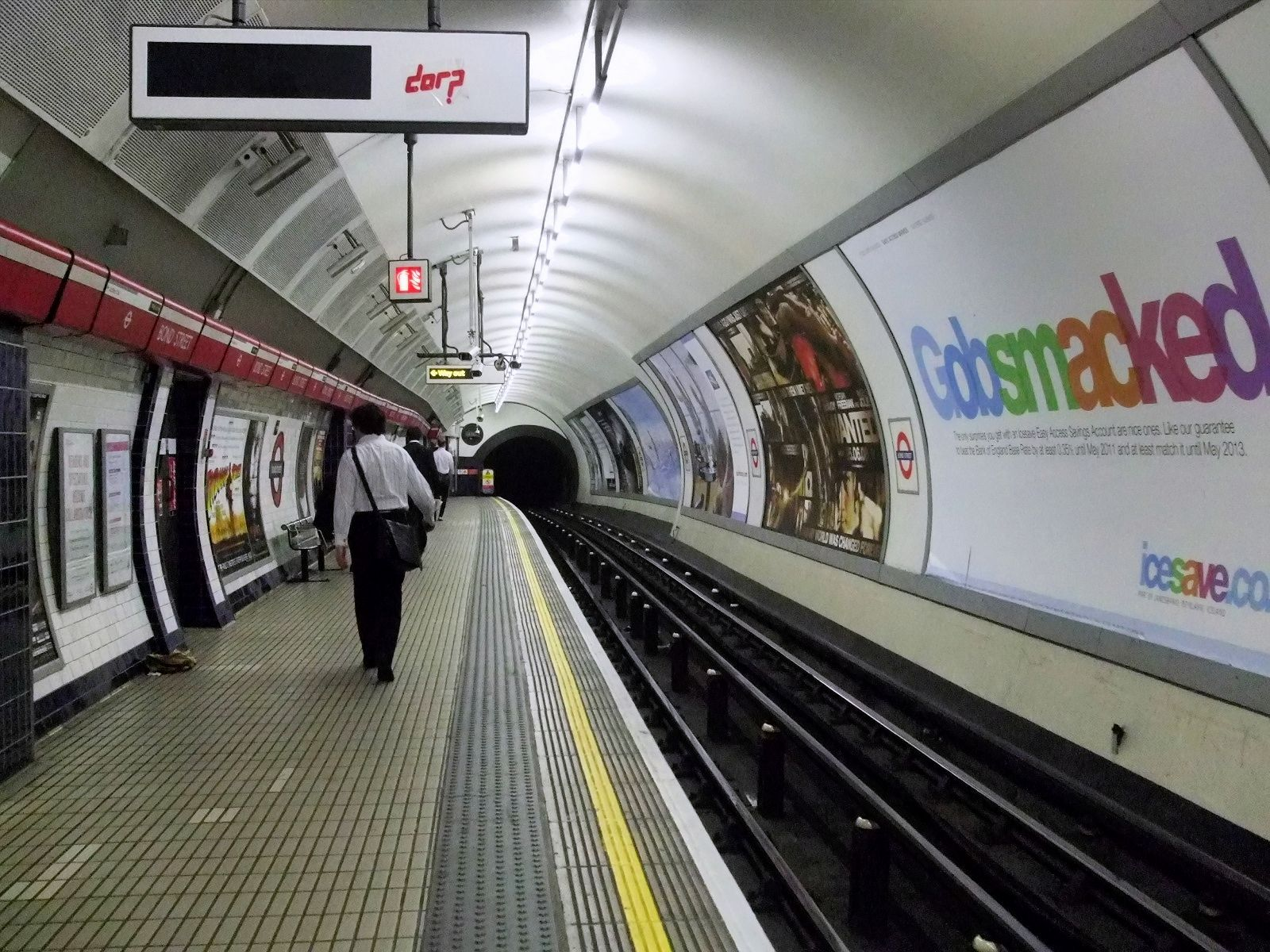
Bahnsteig der Central Line in Richtung Westen

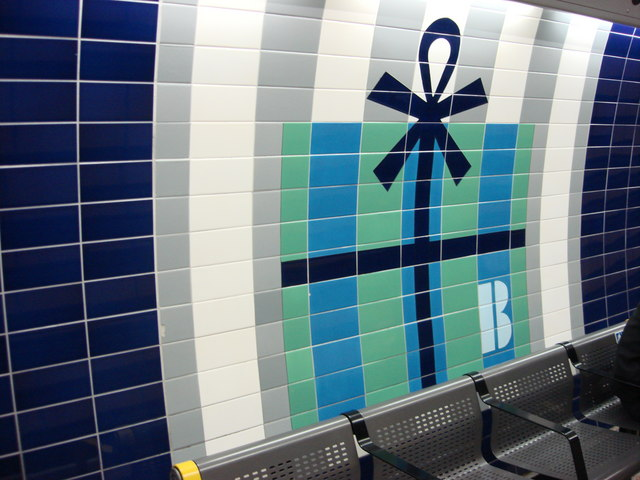
Das Wandfliesenmuster der Jubilee Line weist auf die Einkaufsmöglichkeiten hin

Der Bahnhof Bond Street ist ein Bahnhof der Elizabeth Line sowie der Central und Jubilee Lines der London Underground in der City of Westminster. Der unterirdische Stationskomplex liegt in der Tarifzone 1 an der Oxford Street. Im Jahr 2016 nutzten 39,53 Millionen Fahrgäste die Station.

## Bauwerk
In der U-Bahn-Station kreuzen sich auf zwei Ebenen die Central Line und die Jubilee Line. Es gibt zwei Eingänge: einerseits im Einkaufszentrum West One an der Kreuzung von Oxford Street und Davies Street, andererseits an der Kreuzung von Oxford Street und Marylebone Lane. Die bekannte Einkaufsstraße New Bond Street, nach der die Station benannt ist, befindet sich etwa hundert Meter östlich davon.

## Geschichte
Die Eröffnung der Station erfolgte am 24. September 1900 durch die Central London Railway (CLR), der Vorgängergesellschaft der Central Line. Züge befuhren die Gleise aber bereits seit dem 30. Juli 1900. Wie alle ursprünglichen Stationsgebäude der CLR entwarf Harry Bell Measures auch jenes an der Bond Street. 1920 erwog die neue Besitzerin, die Underground Electric Railways Company of London, ein Joint Venture mit dem nahe gelegenen Kaufhaus Selfridges. Dies hätte den grundlegenden Umbau der Station erfordert und im Untergeschoss des Kaufhauses einen neuen Eingang geschaffen. Die Pläne wurden jedoch aufgrund der hohen Kosten redimensioniert. Gleichwohl erhielt die Station eine neue unterirdische Schalterhalle sowie Rolltreppen, welche die bisherigen Aufzüge ersetzten. Charles Holden gestaltete die Fassade des Stationsgebäudes um. Am 8. Juni 1926 gingen die neuen Anlagen in Betrieb.
Im Zuge der Errichtung der Jubilee Line kam es zu einer weiteren Umgestaltung. Man riss das alte Stationsgebäude ab und integrierte die Anlage in das neu errichtete Kaufhaus West One. Einzelne Elemente der Originalfassade über dem östlichen Eingang blieben erhalten. Die Jubilee Line wurde am 1. Mai 1979 eröffnet. Der Bau der Elizabeth Line von Crossrail erforderte eine massive Kapazitätserweiterung der bestehenden unterirdischen Anlagen. Zu diesem Zweck entstand ein zweiter Eingang an der Marylebone Lane, der seit November 2017 in Betrieb ist.
Die Arbeiten kosteten rund 300 Millionen Pfund und umfassen auch zwei weitere Schalterhallen an der Davies Street und am Hanover Square, die ursprünglich im Dezember 2019 zusammen mit der Elizabeth Line eröffnet werden sollten. Für den Entwurf verantwortlich waren die Architekturbüros WSP und John McAslan + Partners. Aufgrund von Designänderungen und Lieferproblemen wurde der Bahnhofsteil der Elizabeth Line nicht gleichzeitig mit der Inbetriebnahme des zentralen Tunnelabschnitts am 24. Mai 2022 eröffnet, sondern erst am 24. Oktober 2022.